# 사라 알리 칸
사라 알리 칸(힌디어: सारा अली ख़ान, 영어: Sara Ali Khan, 1995년 8월 12일 ~ )은 인도의 배우이다. 2019 필름페어상 여우신인상 수상자이다.

## 출연 작품
- 러브 인 히말라야 (2018)
- 심바: 개과천선 비리경찰 (2018)